# Jeff 'Tain' Watts
Jeff "Tain" Watts (Pittsburgh, 2 januari 1960) is een Amerikaanse jazzdrummer. Hij heeft gespeeld met onder meer Wynton Marsalis, Branford Marsalis, Betty Carter, Michael Brecker, David Gilmore en Ravi Coltrane. 

## Biografie
Jeff Watts studeerde Duquesne University in Pittsburgh (klassieke drum) en aan Berklee School of Music (jazz). Hij was lid van het kwintet van Wynton Marsalis (tot 1988) en maakte hiermee drie albums die een Grammy in de wacht sleepten. In 1988 speelde hij mee op Branford Marsalis' plaat 'Trio Jeepy' en werd een jaar later lid van Branford's kwartet. Ook bij Branford Marsalis drumde hij op Grammy-winnende platen, in 1993 en 2001. Vier Branford Marsalis-albums kregen een Grammy-nominatie. In 2010 en 2011 vielen opnieuw projecten waaraan hij meedeed in de prijzen, waaronder een livealbum van de Mingus Big Band.
Watt speelde verder met onder meer George Benson, McCoy Tyner, Ricky Ford, Robin Eubanks, Michael Brecker, Betty Carter, Courtney Pine en Geri Allen. In 1991 verscheen zijn eerste album als bandleider, met onder andere de pianist Kenny Kirkland. Sinds 2007 verschijnen zijn platen op het door hem opgerichte platenlabel Dark Key Music. De meeste nummers die hij opneemt heeft hij zelf geschreven. Hij speelt momenteel met zijn groep The Watts Project en met een kwartet.
Watts heeft in de televisie- en filmwereld gewerkt als muzikant (hij speelde drie jaar op de the Tonight Show with Jay Leno) en acteur. Hij speelde de jazzmusicus Rhythm Jones in Spike Lee's film Mo' Better Blues. 
Watts kreeg de bijnaam 'Tain' van Kenny Kirkland toen ze tijdens een toer in Florida langs een Chieftain-benzinepomp reden.

## Discografie

### Als leider
- Megawatts (2004, opgenomen in 1991) Sunnyside
- Citizen Tain (1999) Sony
- Bar Talk (2002) Sony
- DeTAINed at the Blue Note (2004) Halfnote
- Folk's Songs (2007) Dark Key Music
- WATTS (2009) Dark Key Music
- Family (2011) Dark Key Music
- "Blue, Vol. 1 (2015) Dark Key Music
- Wattify (2016) Dark Key Music
- "Blue, Vol. 2 (2016) Dark Key Music

### Als 'sideman'
- Scenes in the City (1983) - Branford Marsalis
- Black Codes (From the Underground) (1985) - Wynton Marsalis
- Live at Blues Alley (1986) - Wynton Marsalis
- Standard Time Vol. 1 (1986) - Wynton Marsalis
- Royal Garden Blues (1986) - Branford Marsalis
- Open House (1988) - Harry Miller
- Random Abstract (1988) - Branford Marsalis
- Different Perspectives (JMT, 1989) - Robin Eubanks
- When Harry Met Sally... (1989) - Harry Connick, Jr.
- Trio Jeepy (1989) - Branford Marsalis
- Crazy People Music (1990) - Branford Marsalis
- The Beautyful Ones Are Not Yet Born (1991) - Branford Marsalis
- I Heard You Twice the First Time (1992) - Branford Marsalis
- Bloomington (1993) - Branford Marsalis
- The Dark Keys (1996) - Branford Marsalis
- Songbook (1997) - Kenny Garrett
- The Force (Qwest-Warner Bros., 1998) - Robert Stewart
- Two Blocks From the Edge (1998) - Michael Brecker
- Time Is of the Essence (1999) - Michael Brecker
- Simply Said (1999) - Kenny Garrett
- Requiem (1999) - Branford Marsalis
- Contemporary Jazz (2000) - Branford Marsalis
- Footsteps of Our Fathers (2002) - Branford Marsalis
- Romare Bearden Revealed (2003) - Branford Marsalis
- Eternal (2004) - Branford Marsalis
- Translinear Light (2004) - Alice Coltrane
- A Love Supreme Live (2004) - Branford Marsalis
- Channel Three (2005) - Greg Osby
- Outside by the Swing (2005) - Chihiro Yamanaka
- Braggtown (2006) - Branford Marsalis
- Quartet (2007) - McCoy Tyner
- Letter to Herbie (2008) - John Beasley
- Metamorphosen (2009) - Branford Marsalis
- Mostly Standards (2009) - David Kikoski
- Positootly! (2009) - John Beasley
- Mingus Big Band Live at Jazz Standard (2010) - Mingus Big Band
- Circles (2010) - Benito Gonzalez
- Circular (2011) - Laura Kahle
- Undeniable: Live at Blues Alley (2011) - Pat Martino
- My Witch's Blue (2012) - Makoto Ozone
- The Seeker (2014) - Azar Lawrence
- Christmas With Friends (2015) - India Arie/Joe Sample
- Secret Rhymes (2015) - Troy Roberts
- Movin' Forward (2015) - Robi Botos
- Convergence (2016) - Warren Wolf
- Leslie Odom Jr. (2016) - Leslie Odom Jr.
- And To The Republic (2016) - ELEW

## Prijzen en onderscheidingen

### Grammy Awards
- Gewonnen, als 'sideman': 6
- Nominaties, als 'sideman': 15

| Jeff 'Tain' Watts: Grammy-overzicht |                                                         |                                       |       |                                    |             |                                                        |
| Jaar                                | Categorie                                               | Titel                                 | Genre | Label                              | Resultaat   | Opmerkingen                                            |
| 1986                                | Best Jazz Instrumental Performance - Group              | Black Codes From The Underground      | Jazz  | Columbia                           | Winnaar     | met Wynton Marsalis.                                   |
| 1987                                | Best Jazz Instrumental Performance - Group              | J Mood                                | Jazz  | Columbia                           | Winnaar     | met Wynton Marsalis.                                   |
| 1988                                | Best Jazz Instrumental Performance - Group              | Marsalis Standard Time - Volume 1     | Jazz  | Columbia                           | Winnaar     | met Wynton Marsalis.                                   |
| 1988                                | Best Jazz Instrumental Performance - Group              | Trio Jeepy                            | Jazz  | Columbia                           | Genomineerd | met Branford Marsalis                                  |
| 1990                                | Best Jazz Instrumental Performance - Group              | Mo Better Blues (soundtrack)          | Jazz  | CBS                                | Genomineerd | met het Branford Marsalis Quartet.                     |
| 1993                                | Best Jazz Instrumental Performance, Individual Or Group | I Heard You Twice The First Time      | Jazz  | Columbia                           | Winnaar     | met het Branford Marsalis Quartet.                     |
| 1996                                | Best Jazz Instrumental Album                            | PanaMonk                              | Jazz  | Impulse                            | Genomineerd | met Danilo Perez.                                      |
| 1998                                | Best Jazz Instrumental Album                            | Songbook                              | Jazz  | Warner Bros.                       | Genomineerd | met Kenny Garrett.                                     |
| 2000                                | Best Jazz Instrumental Album by an Individual or Group  | Requiem                               | Jazz  | Columbia                           | Genomineerd | met het Branford Marsalis Quartet.                     |
| 2000                                | Best Jazz Instrumental Album by an Individual or Group  | Time is of the Essence                | Jazz  | Verve                              | Genomineerd | met Michael Brecker                                    |
| 2001                                | Best Jazz Instrumental Album by an Individual or Group  | Contemporary Jazz                     | Jazz  | Columbia                           | Winnaar     | met het Branford Marsalis Quartet.                     |
| 2001                                | Best Latin Jazz Album                                   | Refugee                               | Jazz  | Verve                              | Genomineerd | with Hector Martignon.                                 |
| 2005                                | Best Jazz Instrumental Album by an Individual or Group  | Eternal                               | Jazz  | Marsalis Music                     | Genomineerd | met het Branford Marsalis Quartet.                     |
| 2010                                | Best Jazz Instrumental Solo                             | Watts                                 | Jazz  | Dark Key (Watts' label)            | Winnaar     | Terence Blanchard, voor het nummer "Dancin' 4 Chicken" |
| 2011                                | Best Jazz Instrumental Album by an Individual or Group  | Positootly!                           | Jazz  | Resonance Records                  | Genomineerd | met John Beasley.                                      |
| 2011                                | Best Large Jazz Ensemble Album                          | Mingus Big Band Live at Jazz Standard | Jazz  | Mingus Workshop, Inc/Jazz Standard | Winnaar     | met de Mingus Big Band                                 |